# Karlskrona örlogsbas

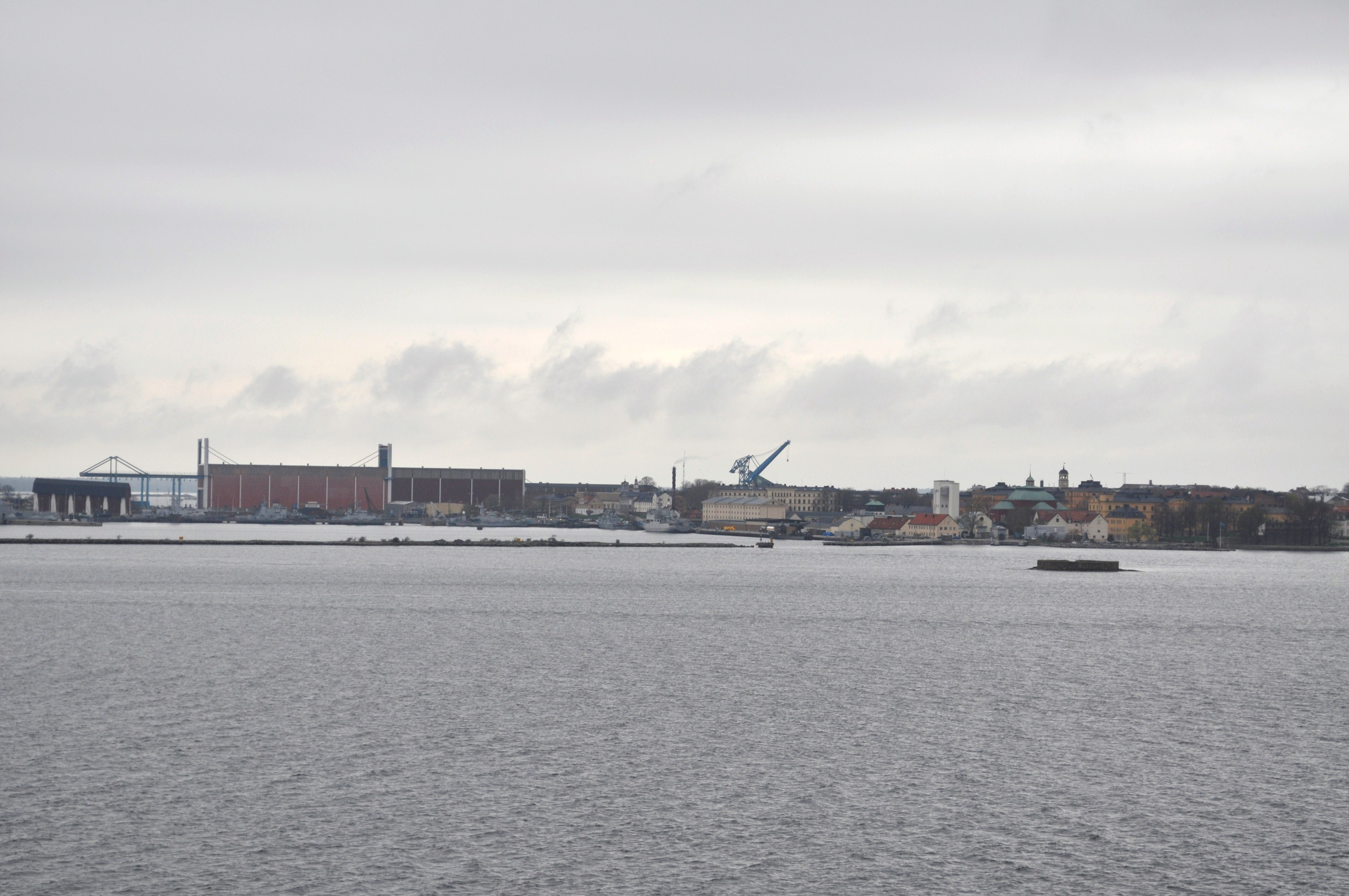
Marinbasen med varvet samt staden i bakgrunden.

Karlskrona örlogsbas byggdes i samband med grundandet av staden Karlskrona från 1680 för att vara en bas för Sveriges örlogsflotta. Basen flyttades då från Stockholm, först temporärt till Kalmar och sedan permanent till Karlskrona. Staden och örlogshamnen lades på ett gynnsamt läge mellan halvöarna Almö och Möcklö. Mellan halvöarna sträcker sig ett naturligt band av öar, från öster Senoren, Sturkö, Tjurkö, Aspö till Hasslö i väster samt ett antal mindre skär.  Innanför bandet av öar låg ön Trossö tillsammans med ett antal mindre öar och skär. Trossö låg utanför ön Vämö, som var den första placeringen av örlogsvarvet, med dess sund avskild från fastlandet någorlunda skyddat mot fientligt anfall. Karl XI beslöt 1679 att vid Karlskrona anlägga flottans huvudstation som ersättning för Stockholm för att få längre isfri säsong och ha flottan närmare Danmark. En av generalkvartersmästaren Erik Dahlbergh uppgjord plan för hamnens anläggande lades fast 1683 och två år senare påbörjades arbetet under hans ledning. Senare övertogs ledningen av Carl Magnus Stuart.

## Världsarvet

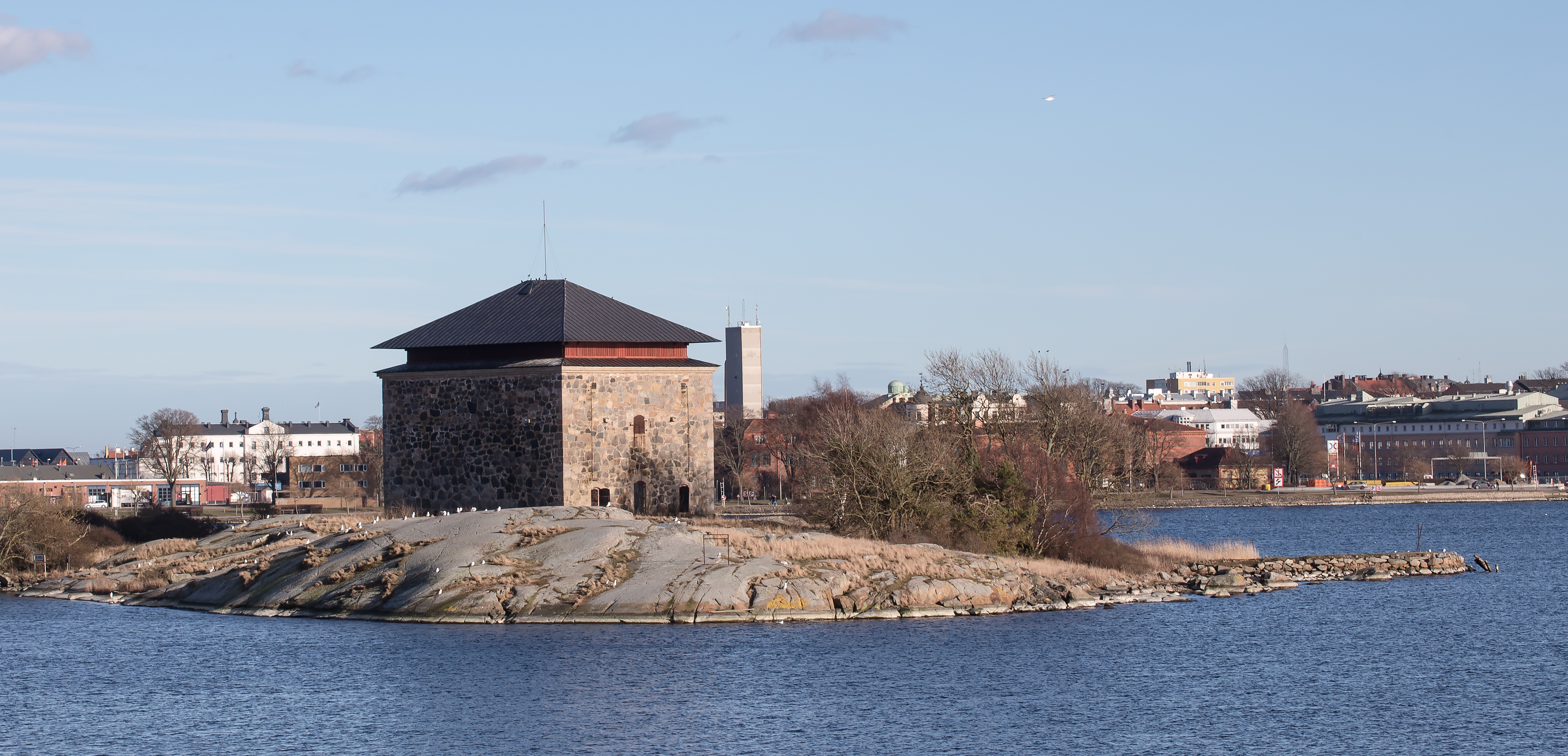
Västra kruthuset vid borgmästarfjärden.

### Slutningsmuren med Bataljon Aurora, Bataljon Sparre och Bataljon af Trolle
Befästningsmurarna omkring varvet och örlogsbasen av vilka stora delar finns kvar. Bataljon Sparre inrymmer numera civila kontor och repetitionslokaler för Marinens musikkår.

### Det inre försvaret
Mot landsidan utgörs försvarsanordningarna av en mellan Vämö och fastlandet upprensad bred våt grav flankerad av ett litet starkt fäste på Koholmen och frontalt beskjuten från de bakomliggande Oskarsvärnslinjerna, huvudsakligen öppna jordverk. Här ligger även de i världsarvet ingående kruthusen på Koholmen, Ljungskär och Mjölnareholmen.

### Det yttre försvaret
Försvarsanläggningarna till marinbasen utgjordes på sjösidan av en yttre linje vid de i havsbanden större inloppen och en inre dragen omkring själva varvet och kringliggande holmar. Efterhand uppfördes Kungsholms fort och Drottningskärs kastell på var sin sida av det stora södra inloppet mellan Aspö och Tjurkö. 
På Västra Hästholmen hade man planer på att uppföra en donjon, men denna kom aldrig att utföras utan istället anlades här några mindre jordbatterier till försvar för västra inloppet. Till landsidans försvar uppfördes också ganska storslagna planer, som inte heller blev genomförda. 1820 framlades en plan att modernisera de gamla befästningarna på sjösidan och öka deras styrka. 
Enligt denna plan skulle Kungsholms fort byggas om och Drottningskärs kastell tas i bruk, en ny skans i enlighet med den äldre försvarsplanen skulle anläggas på Hästholmen och för det inre försvaret skulle flera torn och batterier uppföras på 8 olika holmar och skär. Grundtanken av ett yttre och ett inre försvar gjorde sig således fortfarande gällande. När ombyggnaden av Kungsholms fort stod klar på 1850-talet, uppfördes för det inre reddförsvaret, avvikande från förslaget, endast två torn, Kurrholmen och Godnatt. Emellertid var snart de uppförda befästningarna omoderna och fick allt svårare att stå emot sjöartilleriets allt starkare kraft, varför genomgripande förändringar och förstärkningar föreslogs av 1867 års befästningskommitté. Dessa blev inte i oförändrat skick genomförda, men lade dock grunden för en betydligt mer kostnadseffektiv plan som utarbetades 1870 som vilken sedan följdes.
I sitt nuvarande skick utgörs Karlskronas befästningar av följande anläggningar: Mellan de öar som omgärdar stadens redd, sträcker sig en kedja av starka stenförsänkningar i vilka finns två inseglingsrännor, en större vid södra inloppet, försvarad av Kungsholms fort (Drottningsskär är som befästningsverk slopat), och en mindre vid västra inloppet, försvarad av skansen på Västra Hästholmen. Själva inseglingsrännorna spärras vid ett eventuellt krig med minor. Kungsholms fort som har i södra delen genomgått en total ombyggnad företer sig i plan ha en ganska oregelbunden form. Söderut mot havet ligger tre starkt profilerade fästningslinjer bestyckade med pansarbrytande kanoner på en öppen vallgång. På fästningens västra sida ligger ett för flankering av försänkningslinjen och inseglingsrännan avsett, något tillbakadraget pansarbatteri samt ett starkt profilerad linje från vars öppna vallgång sundet i sned riktning kan beskjutas. Östra sidan utgörs av en lång rak linje som vänder sin eld mot Tjurkö och mellanliggande sund. Mot norr (ryggsidan) är fästningen sluten av en fristående mur och en två våningar hög donjon, båda kvarstående delar av den gamla fästningen. Stormfriheten åstadkommes dels genom torra gravar flankerade av kaponierer, dels och i synnerhet genom en på området 60 meters avstånd från stranden runt om anfallsstyrkorna dragen stenjeté varigenom bildas en av fästningens frontala eld behärskad våt grav, vilken hindrar båtar att lägga till vid stranden. Rörande skansen på Västra Hästholmen se Hästholmen.

## Byggnader inom örlogsbasens markområde

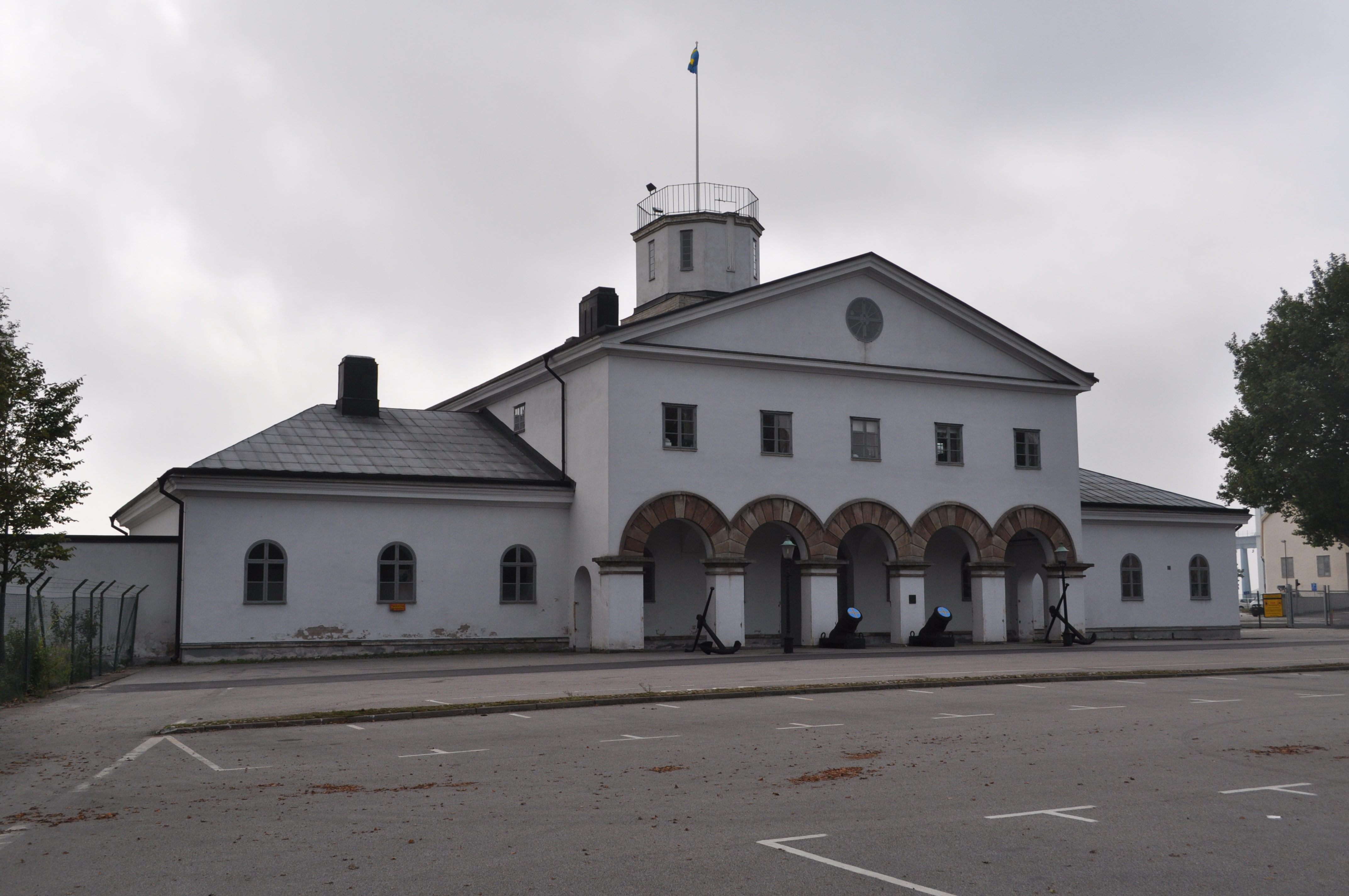
Högvakten vid örlogssbasen.

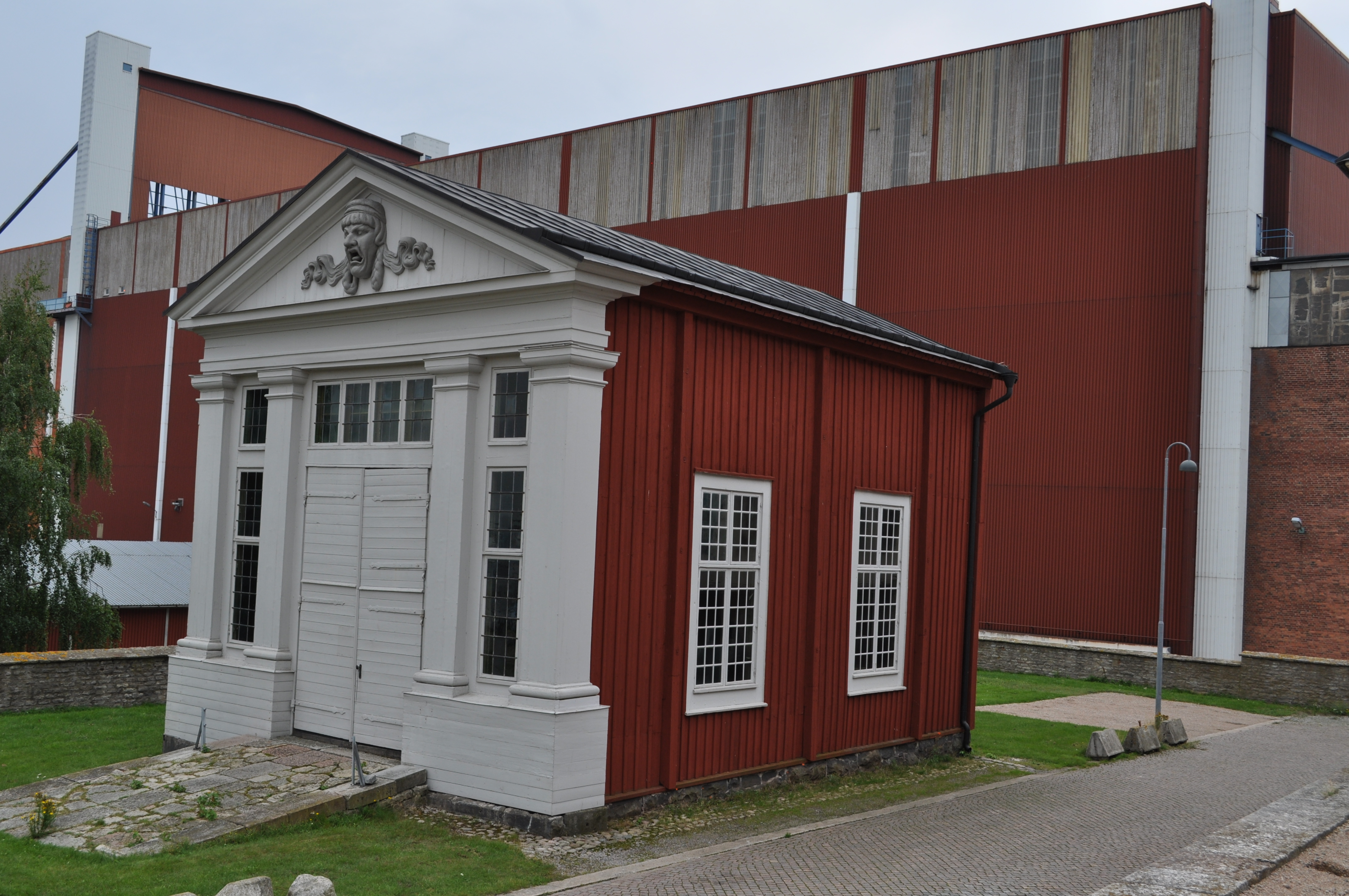
Bildhuggarverkstaden.

- Högvakten
- Inventariekammare I
- Mönster- och modellsalsbyggnaden
- Materialförråd I och III
- Chapmansporten
- Chapmansbostället
- Bildhuggareverkstaden
- Kölhalningsbroarna
- Hokvinden

## Lindholmen och Söderstjärna
Lindholmen är en ö som har vuxit samman med den tidigare ön Söderstjärna.
- Polhemsdockan
  - Gamla dockan, ursprungligen sprängd i berget, byggdes av Christoffer Polhem 1716-24, efter en plan av byggmästaren Charles Sheldon men har sedan genomgått flera förändringar till både djup och längd. Dess nuvarande dimensioner är: längd 74,2 m, bredd 16,3 m och djup 4,8 m. Utpumpningen av vattnet verkställdes i början med ett så kallade paternosterverk som drevs med handkraft. Utpumpningen tog fyra dagar med en arbetsstyrka på 270 man om dagen fördelade i tre pumplag. Sedan 1846 är dockan försedd med modernare pumpar som inte kräver handkraft.
- Corps de garde
- Finska kyrka
- Repslagarebanan
  - Repslagarbanan från 1690 är Sveriges längsta byggnad uppförd i trä med en längd av 300 meter, byggnadens ändar vid gavlarna är uppförda i tegel med putsad fasad.
- Wasaskjulet

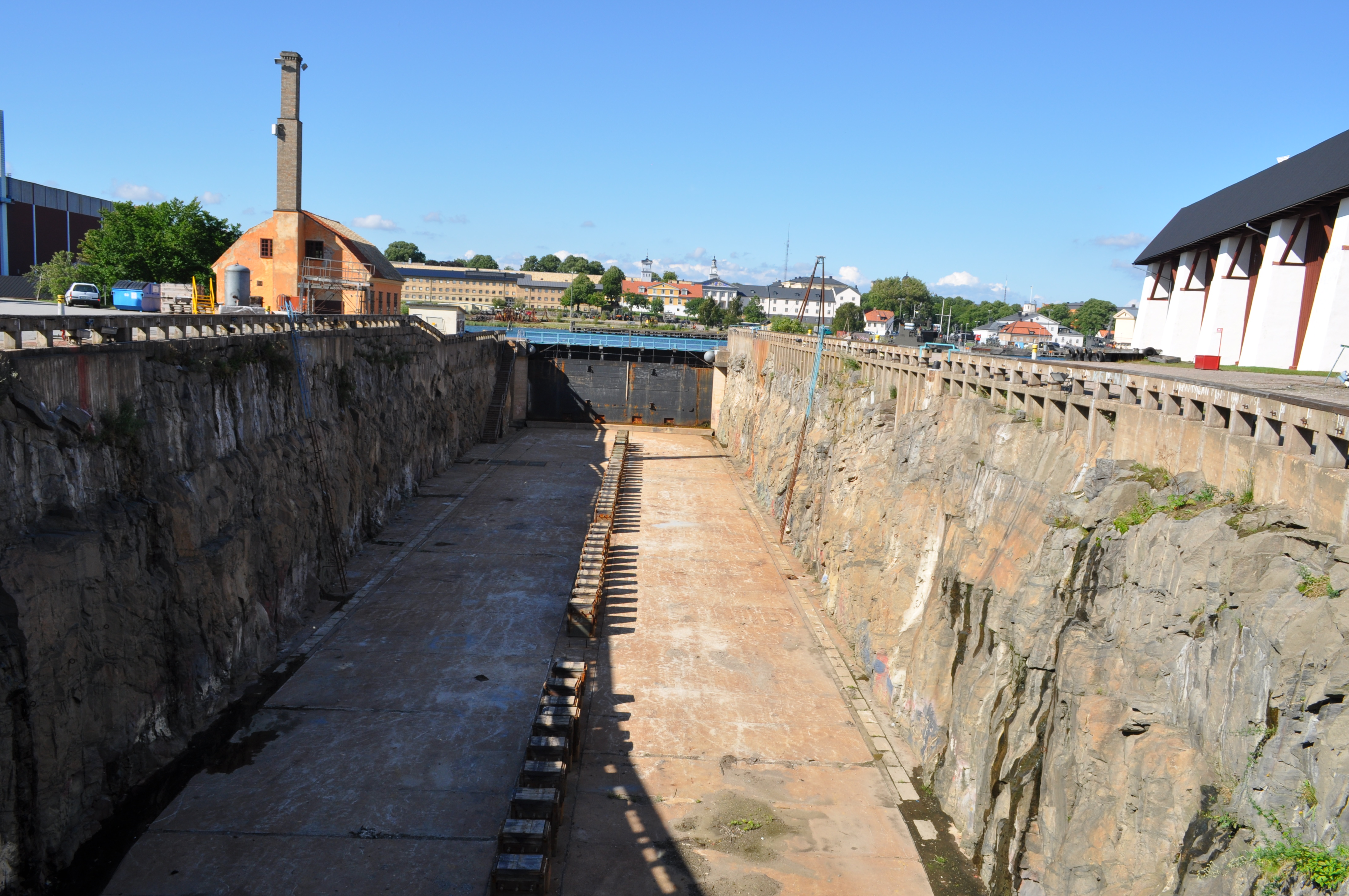
Polhemsdockan
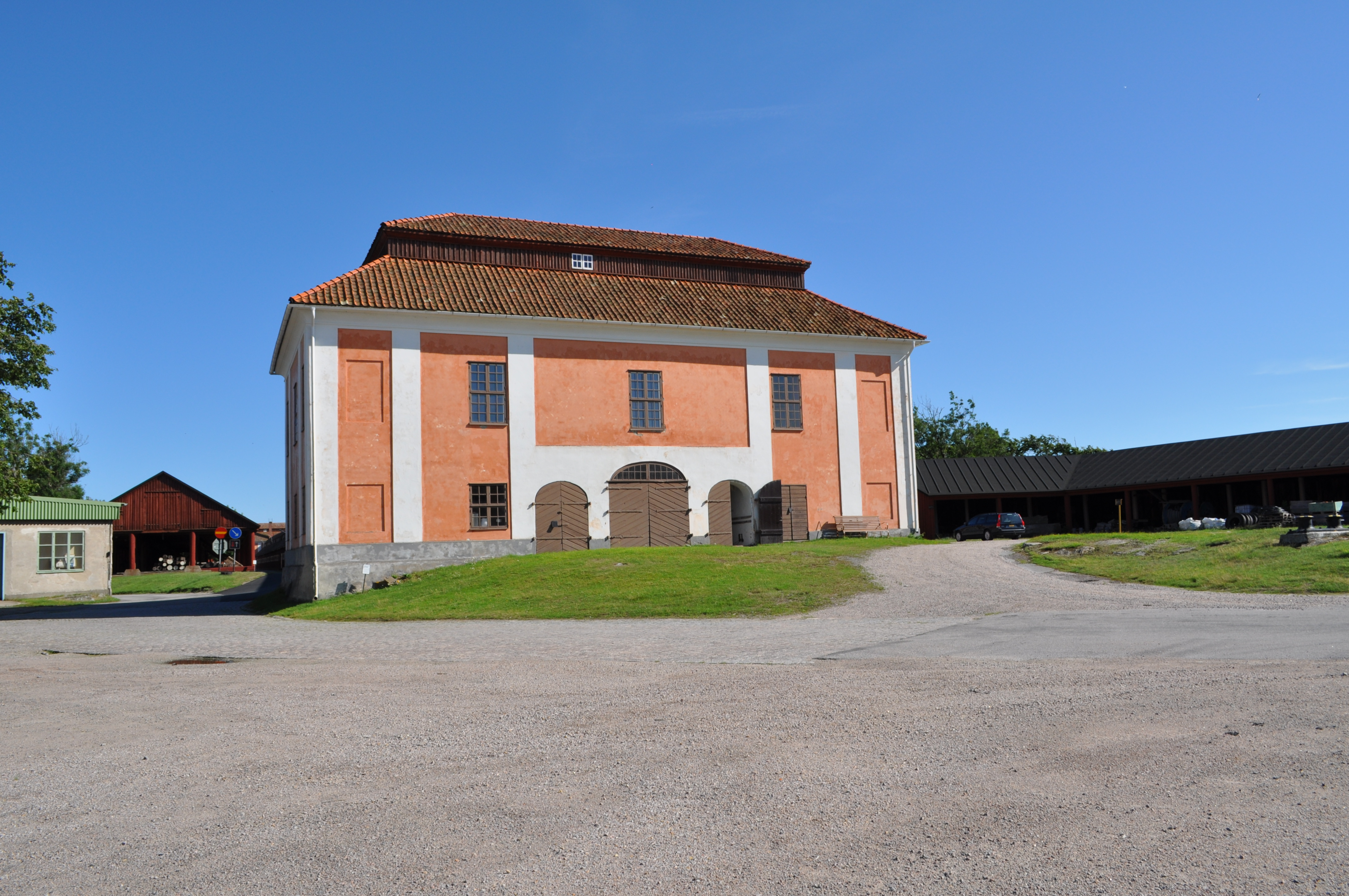
Västra gaveln på Repslagarbanan
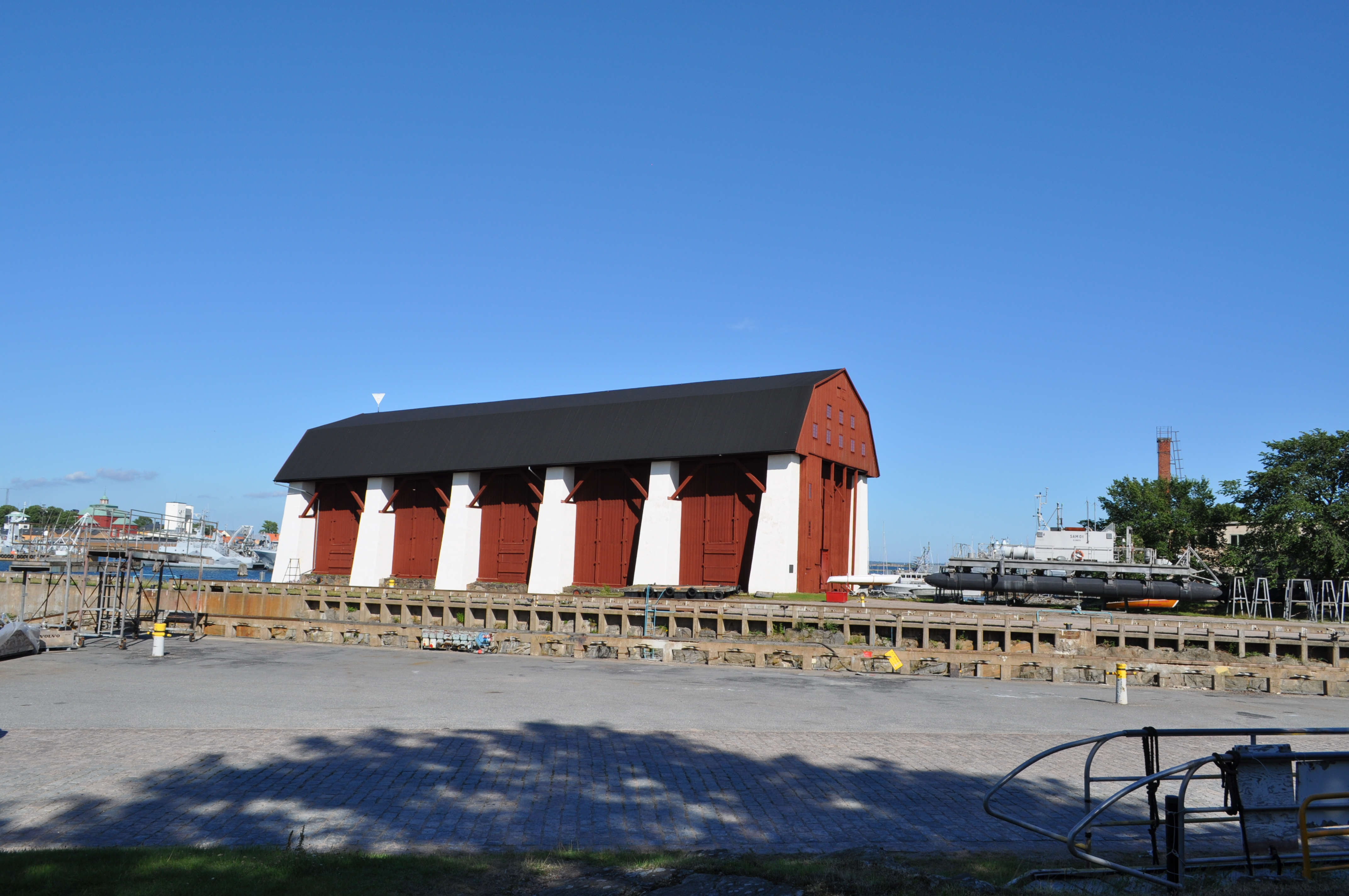
Wasaskjulet

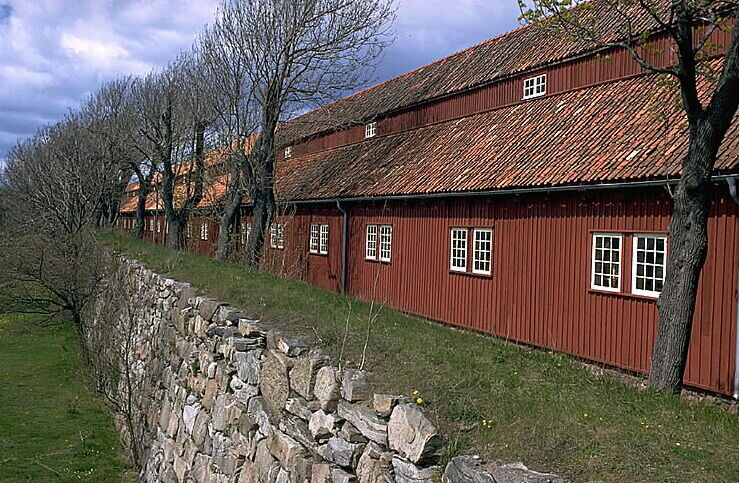
Repslagarbanan utmed Lindholmens södra sida.
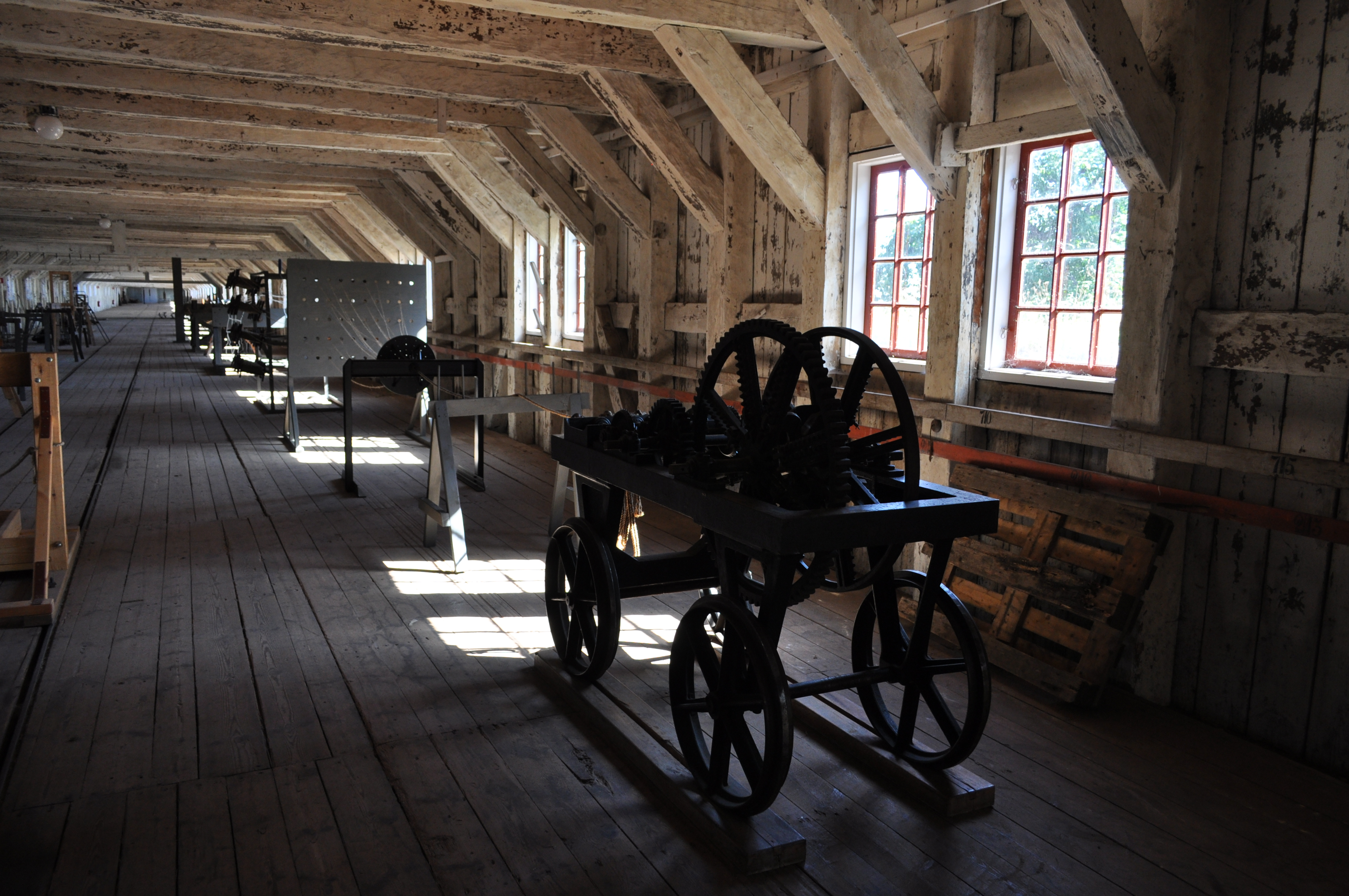
Repslagarbanan. Interiör.
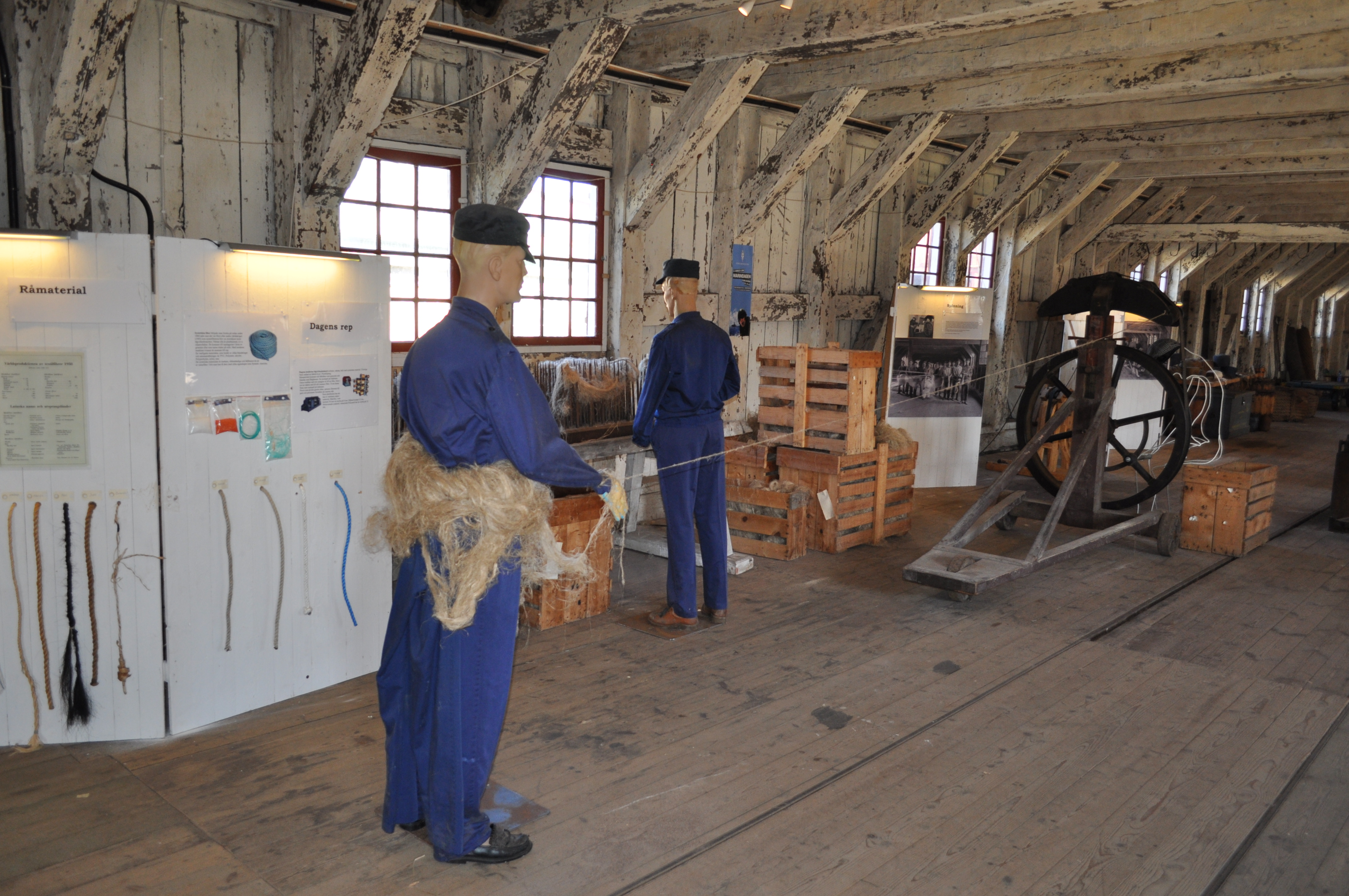
Repslagarbanan. Interiör.

## Västra varvsområdet

### Femfingerdockorna

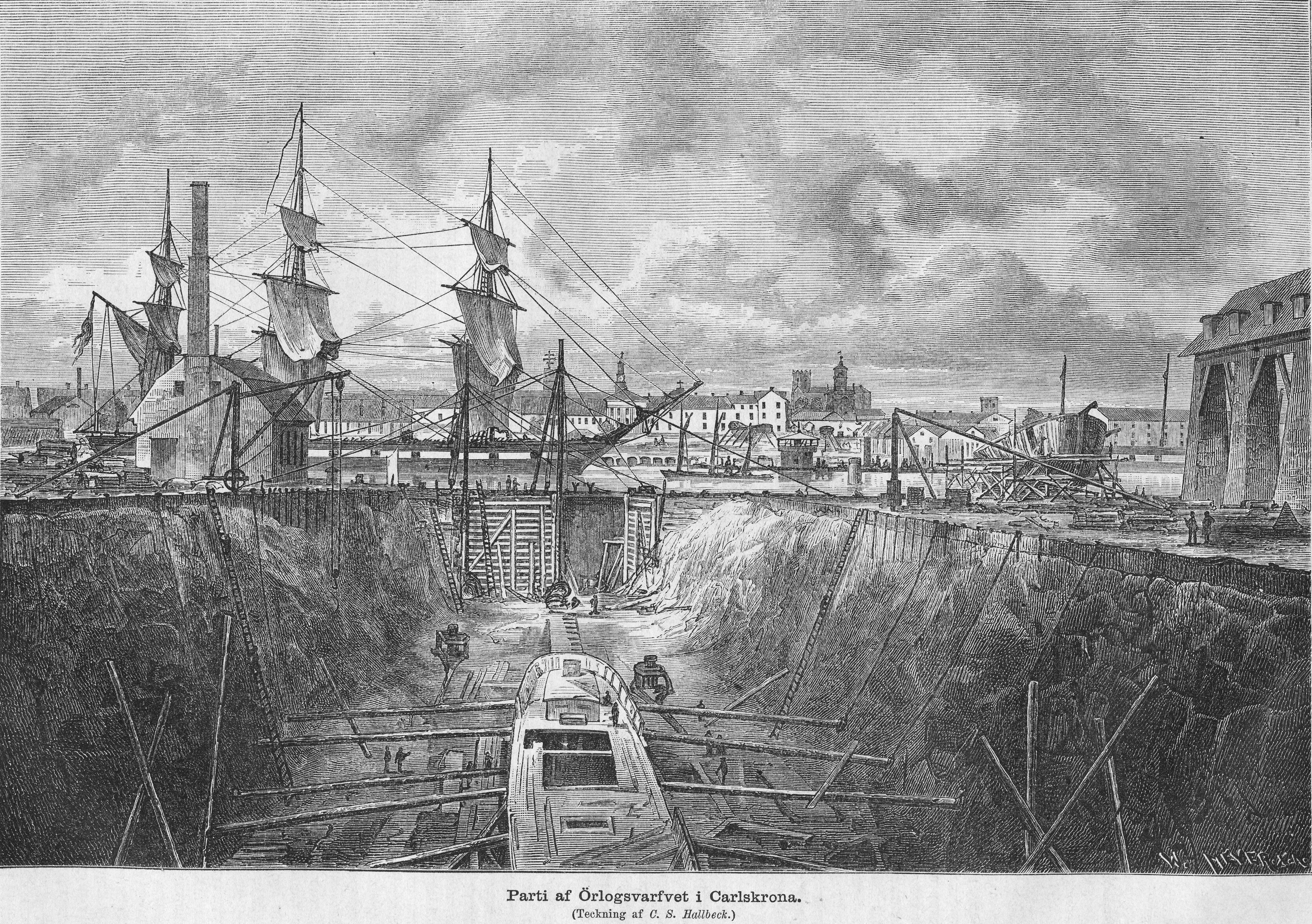
Torrdockan i Karlskrona örlogsbas 1877.

De så kallade femfingerdockorna tillkom genom att kung Gustav III den 1 oktober 1775 lade grundstenen, innehållande en låda av bly och en silverplåt med inskriptionen; Konung GUSTAF III:dje lade den 1 Oct. 1775 denna sten, såsom en början till skeppsdockor för sin Flotta. Blylådan innehöll guld- och silvermedaljer samt silverplåten. Därefter avlossades 128 kanonskott. En alldeles ny del av varvet uppstod genom de nya dockornas byggnad. De byggdes genom att man fyllde ut Petter Jungs vik mellan Trossö och Björkholmen. Planen var ursprungligen att anlägga 10 rader dockor, 3 i varje rad, inom varandra samt alla omgivna av ett befästningsverk. Man tänkte i desamma förvara största delen av flottans fartyg då de inte låg till sjöss, med tanken att de skulle hålla längre än om de ständigt låg i vattnet. Denna plan kom dock inte i utförande, inte heller utfördes den av Fredric Henric af Chapman 1797 uppgjorda planen med 10 dockor och 2 svajningsrum.
Halva planen har dock blivit verkställd, så idag finns 5 dockor och ett svajningsrum. Arbetet påbörjades 1758 under överdirektör Thunbergs och löjtnant Fellers ledning. De båda första dockorna fullbordades 1792. De var övertäckta med hangarer vilande på höga stenpelare. Många hinder och uppehåll uppstod efter hand vid dockanläggningen beroende på arbetets svårighet, ändringar i detaljplanen och brist på kapital. Den tredje dockan påbörjades 1797 och den fjärde 1801, men sedan den tredje färdigställt, 1802, tog det ända till 1843 då den fjärde och femte började byggas färdig. Den sistnämnda stod helt klar först 1 december 1846. Arbetet med dockbyggnaden var klart 1850. Ett par av dockorna har efterhand genomgått förändringar till såväl djup som längd. Dess nuvarande dimensioner är följande: 
| Docka | Längd (m) | Bredd (m) | Djup (m) |
| 1     | 65,4      | 15,3      | 5,9      |
| 2     | 86,1      | 15,4      | 5,9      |
| 3     | 66,8      | 15,4      | 5,9      |
| 4     | 67,7      | 15,4      | 5,9      |
| 5     | 67,7      | 15,4      | 5,9      |

### Gamla mastkranen

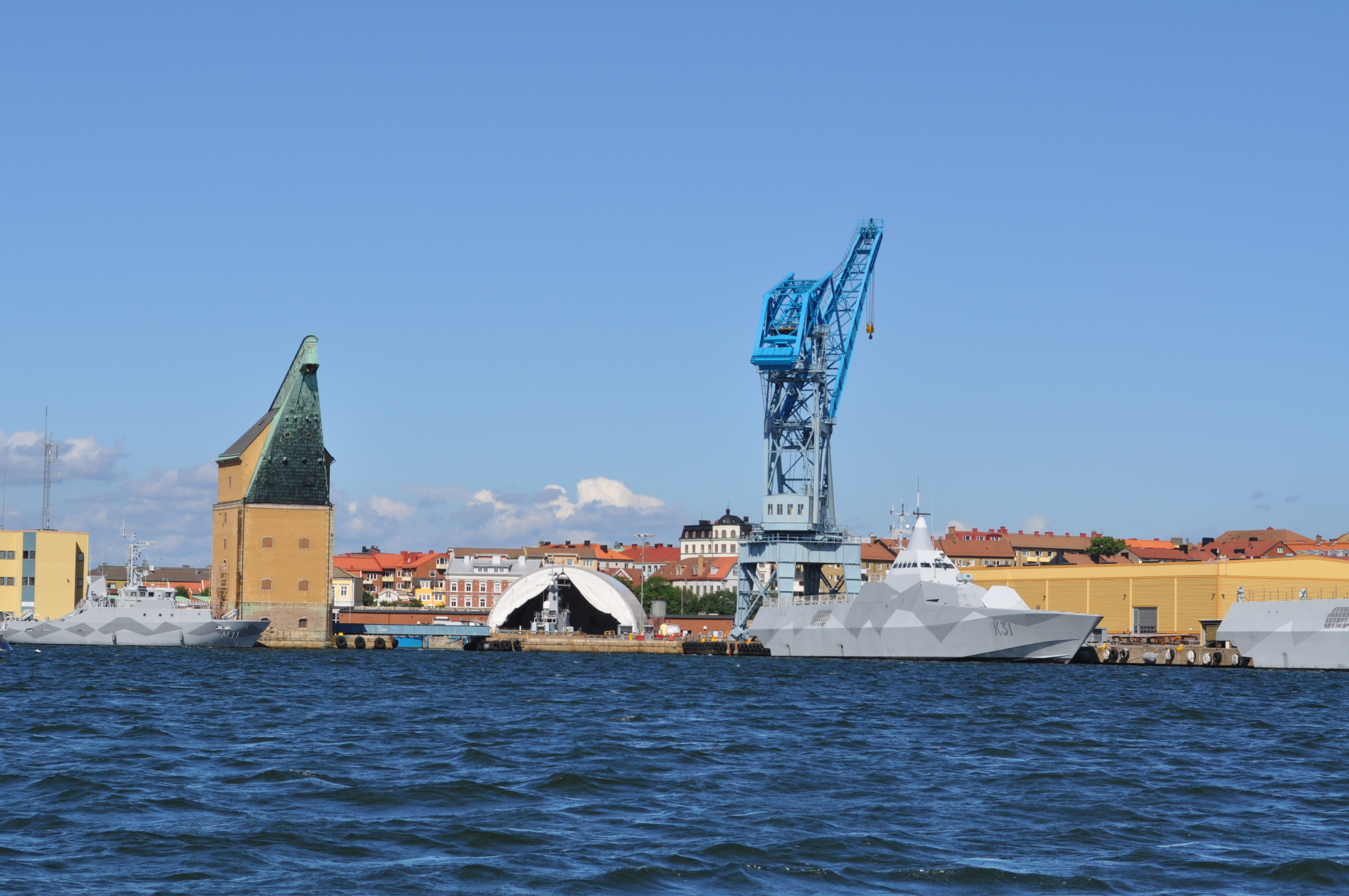
Gamla mastkranen till vänster samt portalkran 14.

Mastkranen byggdes 1803 i tegel med ett tak belagt med kopparplåt tak, byggnaden består av sex våningar och är 42 meter hög. Vid de tyngsta lyften krävdes 96 man för att driva gångspelen. Maskinerna är än idag helt intakta.

### Varvsmuren

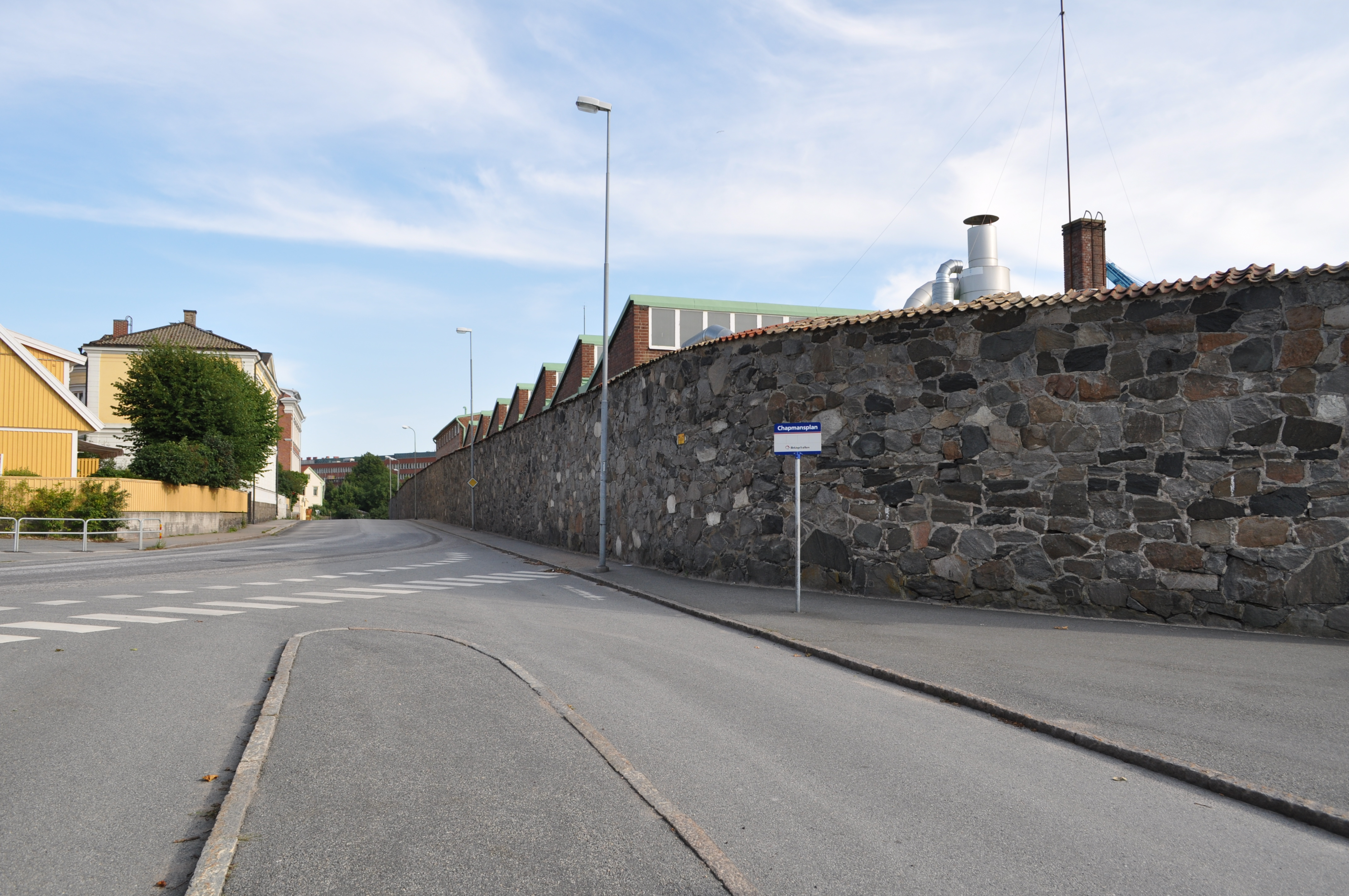
Varvsmuren mot öster vid Chapmansplan.

Är en mur som avgränsar den civila delen av staden mot varvsområdet. Vid skeppsvarvets utökning västerut vid byggandet av femfingerdockorna byggdes först ett plank som senare ersattes av en 1200 meter lång mur av sten. Muren har ett flertal portar som vid tiden underlättade för varvsarbetarna in och utgång vid respektive arbetsplats eller verkstad. Murens sträckning gick ursprungligen från Timmermansgatan över Björkholmen till bastionen Göta lejon vid Saltö sund.